# 山崎善也
山崎 善也（やまざき ぜんや、1958年〈昭和33年〉2月10日 - ）は、日本の政治家。京都府綾部市長（4期）。

## 来歴
綾部市立綾部小学校、綾部市立綾部中学校、京都府立綾部高等学校、九州大学経済学部卒業。1980年（昭和55年）日本開発銀行（現・日本政策投資銀行）に入行。企業戦略部長や国際部長を歴任。在職中には米国で経営学修士（MBA）を取得し、世界銀行へ出向した。2009年（平成21年）4月から10月まで綾部市理事（会計管理者）を務めた。
2010年（平成22年）2月1日、綾部市長に就任した。
2022年 (令和4年）1月に行われた市長選で、4選。

## 市長選挙の結果

### 2010年（平成22年）
2010年（平成22年）1月24日執行。新人3人の争いを制し初当選した。
※当日有権者数：30,710人 最終投票率：70.66%（前回比：15.12pts）
| 候補者名 | 年齢 | 所属党派 | 新旧別 | 得票数   | 得票率 | 推薦・支持     |
| -------- | ---- | -------- | ------ | -------- | ------ | -------------- |
| 山崎善也 | 51   | 無所属   | 新     | 11,900票 | 55.30% |                |
| 梅原晃   | 53   | 無所属   | 新     | 5,830票  | 27.09% | （推薦）民主党 |
| 渡辺洋子 | 63   | 無所属   | 新     | 3,789票  | 17.61% |                |

### 2014年（平成26年）
2014年（平成26年）1月26日執行。自民党・公明党の推薦を得て再選。
※当日有権者数：29,450人 最終投票率：55.84%（前回比：-14.82pts）
| 候補者名 | 年齢 | 所属党派 | 新旧別 | 得票数   | 得票率 | 推薦・支持             |
| -------- | ---- | -------- | ------ | -------- | ------ | ---------------------- |
| 山崎善也 | 55   | 無所属   | 現     | 12,351票 | 75.85% | （推薦）自民党・公明党 |
| 梅原康生 | 64   | 無所属   | 新     | 3,932票  | 24.15% | （推薦）日本共産党     |

### 2018年 (平成30年)
2018年  (平成30年)  1月28日執行。自民党・公明党の推薦を得て再選。
※当日有権者数：28,777人 最終投票率：46.28%（前回比：-9.56pts）
| 候補者名 | 年齢 | 所属党派 | 新旧別 | 得票数  | 得票率 | 推薦・支持            |
| -------- | ---- | -------- | ------ | ------- | ------ | --------------------- |
| 山崎善也 | 59   | 無所属   | 現     | 9,845票 | 74.34% | (推薦) 自民党・公明党 |
| 堀口達也 | 70   | 無所属   | 新     | 3,379票 | 25.66% | (推薦) 日本共産党     |

### 2022年 (令和4年)
2022年  (令和4年)  1月23日執行。自民党・公明党の推薦を得て再選。
※当日有権者数：27,445人 最終投票率：45.05%（前回比：-1.23pts）
| 候補者名 | 年齢 | 所属党派 | 新旧別 | 得票数  | 得票率 | 推薦・支持            |
| -------- | ---- | -------- | ------ | ------- | ------ | --------------------- |
| 山崎善也 | 63   | 無所属   | 現     | 9,816票 | 80.02% | (推薦) 自民党・公明党 |
| 吉崎篤子 | 72   | 無所属   | 新     | 2,430票 | 19.98% | (推薦) 日本共産党     |